# Midas (consoles)
Pour les articles homonymes, voir Midas (homonymie).

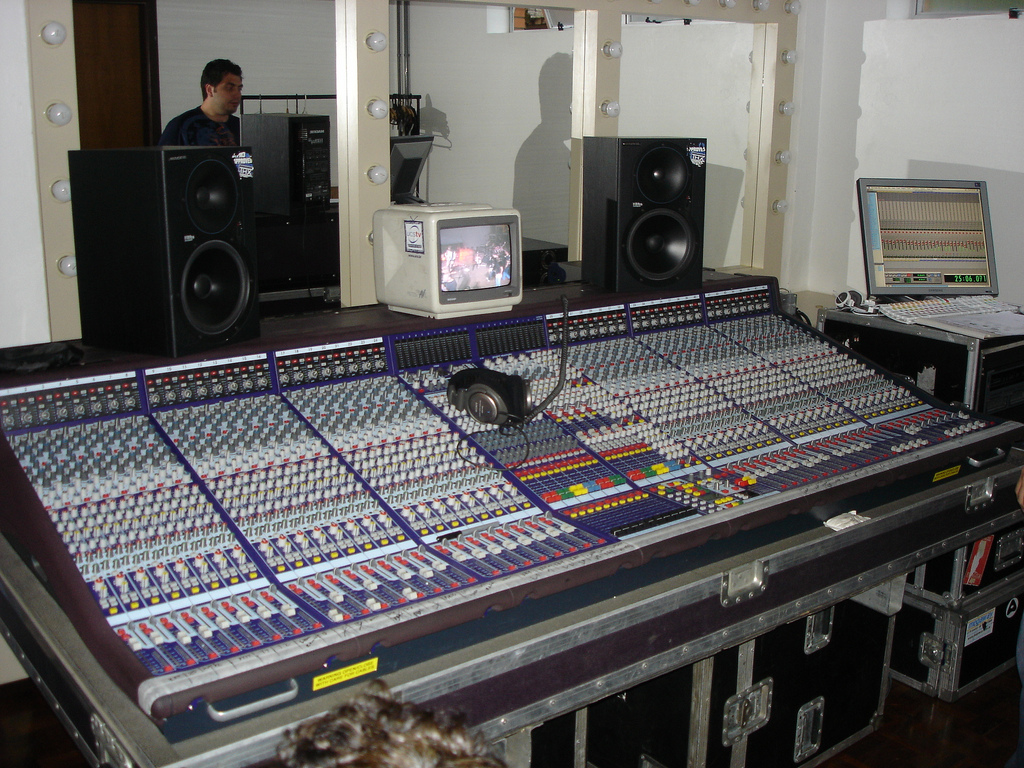
Console Midas Legend 3000

Midas est une entreprise qui conçoit et produit des tables de mixage depuis le début des années 1970. 
La marque est devenue une partie du groupe Telex peu après. Quand, en janvier 2006, Telex Communications fut acquis par Bosch group, Midas devint une partie de l'unité commerciale de Bosch Communications Systems.

## Les consoles de mixage
Les consoles de mixage Midas sont couramment utilisées par des ingénieurs du son du monde entier, principalement dans le domaine du son live (concerts). Ces tables peuvent être utilisées aussi bien en mix façade (FOH) qu'en mix retours (Monitors). Les principaux modèles de la marque sont l'HERITAGE 1000, 2000, 3000 et 4000, la très appréciée XL4, XL3. La XL250 est conçue pour une application en retours avant tout. Il existe une large gamme de consoles professionnelles de tournée ainsi qu'une variété de versions moins onéreuses de la marque destinées aux clubs et aux structures régionales. Ces consoles sont la VERONA, la LEGEND, la SIENA et la très populaire VENICE.
La première console numérique Midas, la XL8, a été lancée au Frankfurt Music Messe en 2006, devenant la plus haute des gammes de consoles Midas. On peut noter la présence de trois préamplis par piste pour une application façade, retours ou de diffusion ; deux processeurs de contrôle du master et l'intégration du système Klark Teknik Helix EQ avec accès par commande rapide. En septembre 2008, au salon commercial annuel PLASA, Midas présente le PRO6 Live Audio System, le second système audio-numérique de réseaux par Midas. Employant des technologies développées pour la XL8, le PRO6 offre des performances audio similaires sous une forme plus compacte. La XL8 a acquis une excellente réputation en combinant la qualité du « son Midas » aux capacités du numérique. Elle jouit d'une très bonne ergonomie (point faible des tables numériques).

## Marché
Les entreprises « sœurs » de Midas sont :
- Klark Teknik, très connue pour leurs égaliseurs graphiques (EQ) et leurs processeurs d'effets/traitements
- Electrovoice (EV) qui produit des microphones, des haut-parleurs ainsi que de l'électronique pour le marché professionnel
- Dynacord, producteurs de haut-parleurs, amplificateurs et électronique
- DDA Consoles, qui propose des consoles pour le studio, la diffusion (télé/radio…) et le live.

1. ↑  « https://www.midasconsoles.com/brand/midas/our-story »